# Polymastia kurilensis
Polymastia kurilensis är en svampdjursart som beskrevs av Koltun 1962. Polymastia kurilensis ingår i släktet Polymastia och familjen Polymastiidae. Inga underarter finns listade i Catalogue of Life.